# Thibie
Thibie é uma comuna francesa na região administrativa do Grande Leste, no departamento de Marne. Estende-se por uma área de 10.46 km², e possui 292 habitantes, segundo o censo de 2018, com uma densidade de 28 hab/km².